# Scabridens sinensis
Scabridens sinensis là một loài Rêu trong họ Leucodontaceae. Loài này được E.B. Bartram mô tả khoa học đầu tiên năm 1936.